# Leichtathletik-Weltmeisterschaften 2003/Diskuswurf der Frauen

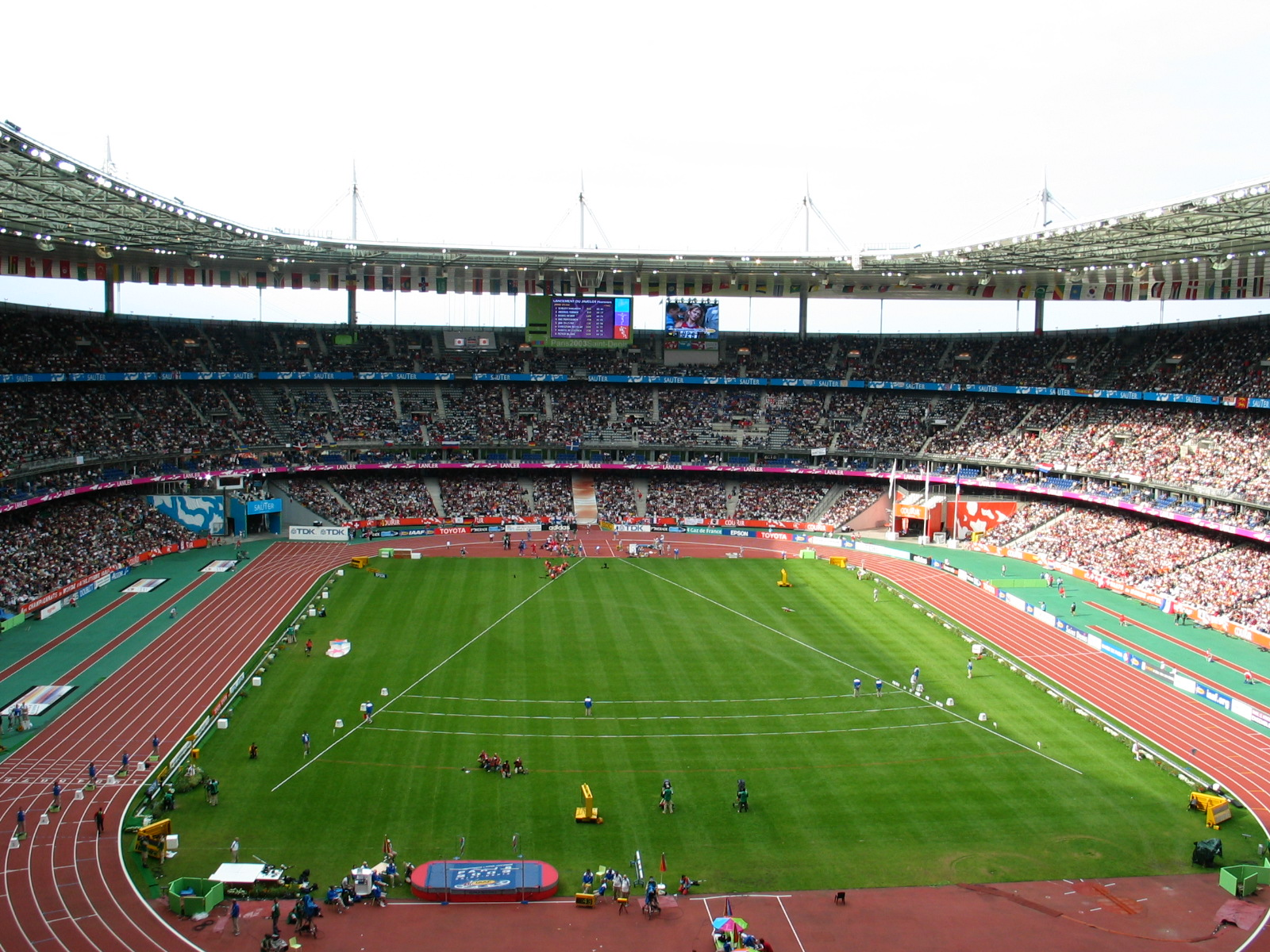
Stade de France in Paris/Saint-Denis am Schlusstag der Leichtathletik-Weltmeisterschaften

Der Diskuswurf der Frauen bei den Leichtathletik-Weltmeisterschaften 2003 wurde am 23. und 25. August 2003 im Stade de France der französischen Stadt Saint-Denis unmittelbar bei Paris ausgetragen.
Mit Silber und Bronze errangen die griechischen Diskuswerferinnen in diesem Wettbewerb zwei Medaillen.
Weltmeisterin wurde die belarussische Olympiadritte von 2000 Iryna Jattschanka. Mit 37 Jahren und 298 Tagen war sie die bis dahin älteste Weltmeisterin der Leichtathletik.
Rang zwei belegte die Olympiazweite von 2000, Vizeweltmeisterin von 1999, WM-Dritte von 2001 und EM-Dritte von 2002 Anastasia Kelesidou.
Bronze ging an die amtierende Europameisterin Ekaterini Vongoli.

## Bestehende Rekorde
| Weltrekord | 76,80 m | Gabriele Reinsch | Neubrandenburg, DDR (heute Deutschland) | 9. Juli 1988    |
| WM-Rekord  | 71,62 m | Martina Hellmann | WM 1987 in Helsinki, Finnland           | 31. August 1987 |

Der bestehende WM-Rekord wurde bei diesen Weltmeisterschaften nicht eingestellt und nicht verbessert.

## Legende
Kurze Übersicht zur Bedeutung der Symbolik – so üblicherweise auch in sonstigen Veröffentlichungen verwendet:
| – | verzichtet |
| x | ungültig   |

## Qualifikation
Zwanzig Teilnehmerinnen traten in zwei Gruppen zur Qualifikationsrunde an. Die Qualifikationsweite für den direkten Finaleinzug betrug 60,00 m. Elf Athletinnen übertrafen diese Marke (hellblau unterlegt). Das Finalfeld wurde mit der nächstplatzierten Sportlerin auf zwölf Werferinnen aufgefüllt (hellgrün unterlegt). Hinzu kam die in der Gesamtbilanz beider Gruppen mit 59,66 m dreizehntplatzierte Schwedin Anna Söderberg (ebenfalls hellgrün unterlegt). So bestritten schließlich dreizehn Wettbewerberinnen das Finale am übernächsten Tag. Söderbergs Qualifikation wurde nach einem Protest der schwedischen Delegation bestätigt. Fernsehbilder hatten gezeigt, dass ihr bester Wurf über die 60-Meter-Linie gegangen war, aber an einer falschen Aufschlagmarke vermessen wurde.

### Gruppe A

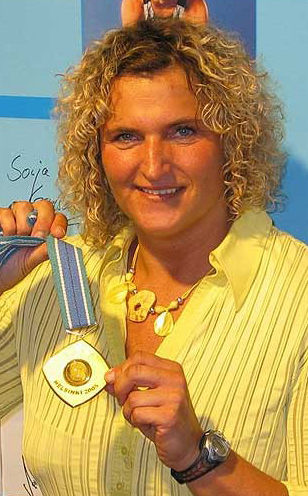
Franka Dietzsch (hier mit ihrer WM-Goldmedaille von 2005) 1999 Weltmeisterin und 1998 Europameisterin scheiterte mit 59,77 m in der Qualifikation

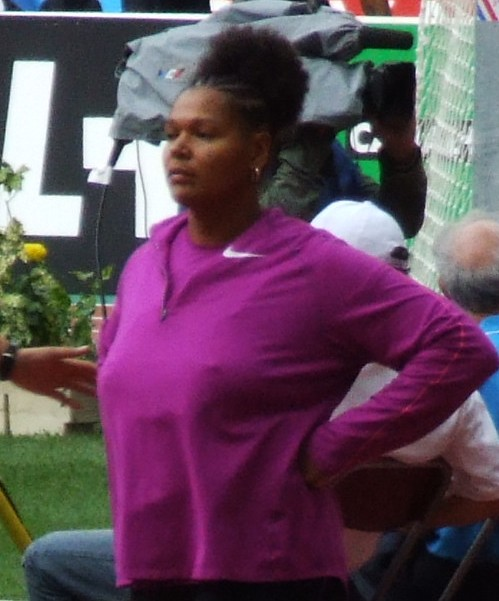
Aretha Thurmonds 50,79 m reichten bei Weitem nicht zur Finalteilnahme

23. August 2003, 16:10 Uhr
| Platz | Name                 | Nation              | Resultat (m) | 1. Versuch (m) | 2. Versuch (m) | 3. Versuch (m) |
| 1     | Song Aimin           | Volksrepublik China | 62,20        | 62,20          | –              | –              |
| 2     | Olena Antonowa       | Ukraine             | 62,14        | 62,14          | –              | –              |
| 3     | Věra Pospíšilová     | Tschechien          | 60,64        | 60,64          | –              | –              |
| 4     | Mélina Robert-Michon | Frankreich          | 60,47        | 58,97          | 60,47          | –              |
| 5     | Franka Dietzsch      | Deutschland         | 59,77        | x              | 22,13          | 59,77          |
| 6     | Styliani Tsikouna    | Griechenland        | 59,33        | 59,33          | x              | 57,09          |
| 7     | Kristin Kuehl        | USA                 | 58,07        | 58,07          | x              | x              |
| 8     | Marzena Wysocka      | Polen               | 57,80        | x              | 57,80          | 53,98          |
| 9     | Elisângela Adriano   | Brasilien           | 57,69        | 45,62          | 53,81          | 57,69          |
| 10    | Aretha Thurmond      | USA                 | 50,79        | x              | x              | 50,79          |

### Gruppe B
23. August 2003, 17:55 Uhr
| Platz | Name                 | Nation         | Resultat (m) | 1. Versuch (m) | 2. Versuch (m) | 3. Versuch (m) |
| 1     | Natalja Sadowa       | Russland       | 63,47        | 63,47          | –              | –              |
| 2     | Ekaterini Vongoli    | Griechenland   | 63,13        | 63,13          | –              | –              |
| 3     | Beatrice Faumuina    | Neuseeland     | 63,12        | 63,12          | –              | –              |
| 4     | Suzanne Powell       | USA            | 61,83        | x              | 59,94          | 61,83          |
| 5     | Iryna Jattschanka    | Belarus        | 61,79        | 61,79          | –              | –              |
| 6     | Anastasia Kelesidou  | Griechenland   | 61,23        | 61,23          | –              | –              |
| 7     | Neelam Jaswant Singh | Indien         | 60,33        | 57,70          | 59,48          | 60,33          |
| 8     | Teresa Machado       | Portugal       | 59,87        | 59,87          | x              | 57,01          |
| 9     | Anna Söderberg       | Schweden       | 59,66        | 55,06          | 56,95          | 59,66          |
| 10    | Shelley Newman       | Großbritannien | 57,65        | 53,75          | 54,00          | 57,65          |

## Finale
25. August 2003, 20:35 Uhr
| Platz | Name                 | Nation              | Resultat (m) | 1. Versuch (m) | 2. Versuch (m) | 3. Versuch (m) | 4. Versuch (m)                              | 5. Versuch (m)                              | 6. Versuch (m)                              |
| 1     | Iryna Jattschanka    | Belarus             | 67,32        | 67,32          | 62,57          | 66,12          | x                                           | x                                           | x                                           |
| 2     | Anastasia Kelesidou  | Griechenland        | 67,14        | 65,76          | 63,93          | 67,13          | 65,18                                       | x                                           | 67,14                                       |
| 3     | Ekaterini Vongoli    | Griechenland        | 66,73        | x              | 63,39          | 66,04          | 66,73                                       | 64,75                                       | 65,64                                       |
| 4     | Olena Antonowa       | Ukraine             | 65,90        | 64,51          | 60,56          | x              | 60,70                                       | 65,90                                       | 61,72                                       |
| 5     | Věra Pospíšilová     | Tschechien          | 65,55        | 62,04          | 61,12          | 63,23          | 64,01                                       | 65,55                                       | 61,96                                       |
| 6     | Natalja Sadowa       | Russland            | 65,22        | 65,22          | x              | x              | 63,94                                       | 65,07                                       | x                                           |
| 7     | Song Aimin           | Volksrepublik China | 63,84        | 59,71          | 62,08          | 63,84          | 63,20                                       | x                                           | 57,53                                       |
| 8     | Anna Söderberg       | Schweden            | 61,61        | 59,81          | 56,73          | 61,61          | 59,32                                       | x                                           | x                                           |
| 9     | Suzanne Powell       | USA                 | 59,86        | 58,38          | 59,86          | x              | nicht im Finale der besten acht Werferinnen | nicht im Finale der besten acht Werferinnen | nicht im Finale der besten acht Werferinnen |
| 10    | Teresa Machado       | Portugal            | 59,46        | x              | 57,86          | 59,46          | nicht im Finale der besten acht Werferinnen | nicht im Finale der besten acht Werferinnen | nicht im Finale der besten acht Werferinnen |
| 11    | Mélina Robert-Michon | Frankreich          | 58,52        | 58,52          | 52,99          | 54,84          | nicht im Finale der besten acht Werferinnen | nicht im Finale der besten acht Werferinnen | nicht im Finale der besten acht Werferinnen |
| 12    | Neelam Jaswant Singh | Indien              | 57,92        | x              | 54,42          | 57,92          | nicht im Finale der besten acht Werferinnen | nicht im Finale der besten acht Werferinnen | nicht im Finale der besten acht Werferinnen |
| 13    | Beatrice Faumuina    | Neuseeland          | 56,86        | 54,68          | x              | 56,86          | nicht im Finale der besten acht Werferinnen | nicht im Finale der besten acht Werferinnen | nicht im Finale der besten acht Werferinnen |

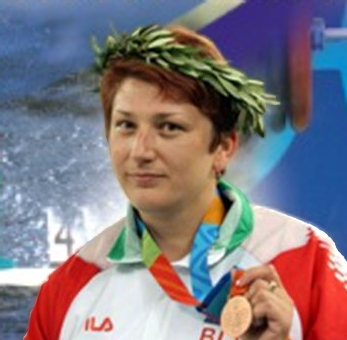
Iryna Jattschanka Weltmeisterin, 2000 Olympiadritte, war mit 37 Jahren und 298 Tagen die bis dahin älteste Leichtathletik-Weltmeisterin
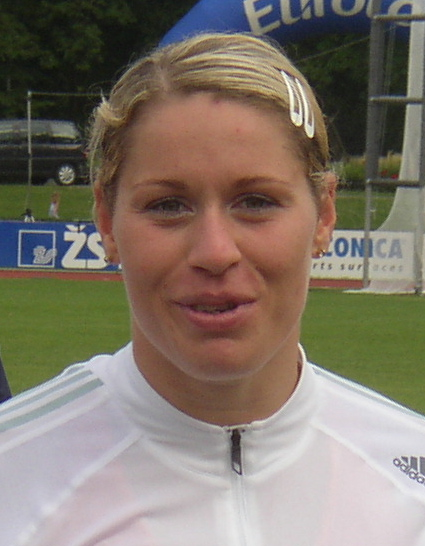
Rang fünf für Věra Pospíšilová
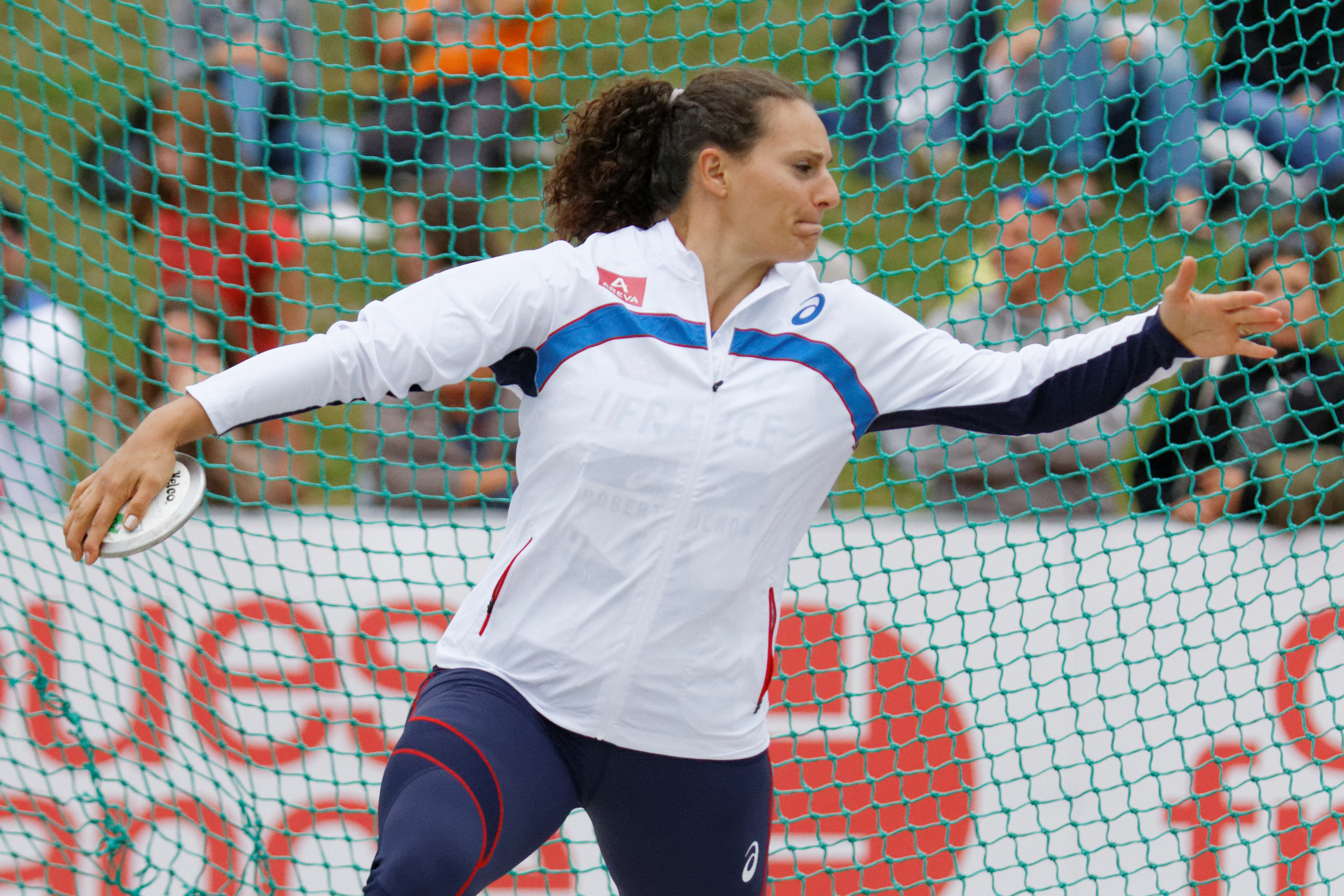
Mélina Robert-Michon erreichte Platz elf
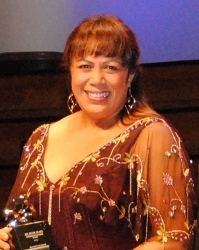
Beatrice Faumuina (hier im Jahr 2013), 1997 Weltmeisterin, belegte Rang dreizehn